# Raminta Šerkšnytė
Raminta Šerkšnytė (Kaunas, 1975) és una compositora lituana.

## Biografia
Va estudiar piano amb la seva tia Rymantė Šerkšnytė, teoria musical i composició al conservatori J. Naujalis de Kaunas entre 1982 i 1994, després composició a l'Acadèmia de Música de Lituània amb Osvaldas Balakauskas. El 1995, Misterioso per a dues flautes i contrabaix va rebre el primer premi al Concurs de composició Juozas Gruodis; la compositora ha rebut des de llavors dos premis a la millor partitura de cambra de la Unió de compositors lituans (Oriental Elegy, 2003; Almond Blossom, 2006). Vortex, per a violí i conjunt de cambra, creada i gravada amb Irvine Arditti com a solista, va ser seleccionada per a la Tribuna Internacional de Compositors de la UNESCO (Viena, 2004) i per a la final del Premi Gaudeamus.
Les obres de Raminta Šerkšnytė també han estat interpretades per Les Percussions de Strasbourg, l'ensemble Kroumata (Suècia), l'ensemble Asko (Països Baixos), l'orquestra simfònica de Stavanger (Noruega), la Kremerata Baltica, l'Orquestra simfònica de la Ràdio bavaresa sota la direcció de Mariss Jansons, l'Orquestra Simfònica Nacional lituana, entre d'altres. La seva música ha estat interpretada internacionalment a Berlín, Nova York, Toronto, Moscou i en diversos festivals internacionals de música. El 2019, la directora Mirga Gražinytė-Tyla va apostar per ella en un àlbum sencer dedicat a ella, dirigint la Kremerata Baltica i amb el segell Deutsche Grammophon. La mateixa Raminta Šerkšnytė descriu cada composició com l'agudització d'un determinat estat d'ànim amb una realització del seu so que depèn estretament del domini tècnic de l'autor.